# Simon O'Neill

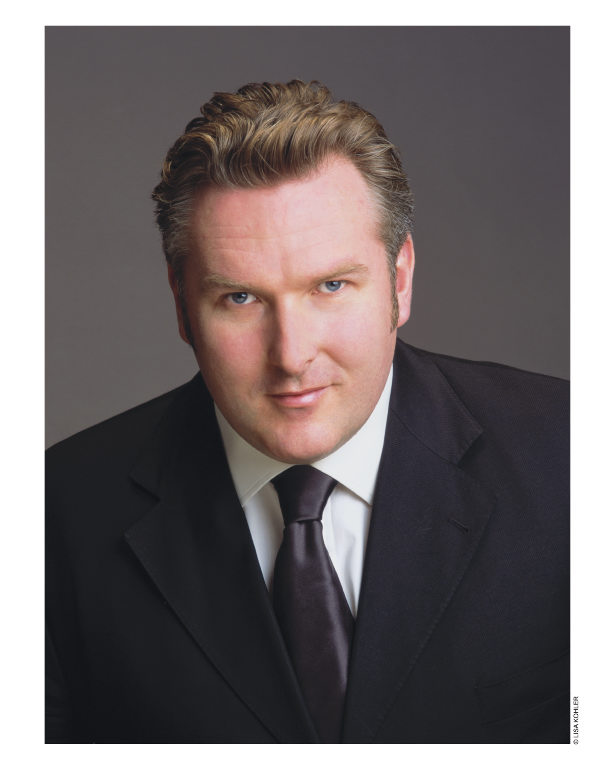

Simon O'Neil (1971, Ashburton, Nueva Zelanda) es un tenor neozelandés.
Estudio en la Universidad de Wellington y en la Manhattan School of Music y en la Julliard School. Se perfeccionó en el programa Merola de la Opera de San Francisco.
Debutó en el Metropolitan Opera con James Levine en Idomeneo de Mozart y en Covent Garden en La novia vendida de Smetana para posteriormente hacerlo en el Festival de Salzburgo en La flauta mágica bajo Riccardo Muti.
Ha actuado con directores de la talla de Daniel Barenboim, James Levine, Riccardo Muti, Valery Gergiev, Antonio Pappano, Charles Mackerras, Seiji Ozawa, Christoph von Dohnányi, Julius Rudel, y Christoph Eschenbach entre otros.
Ha cantado Siegmund de La Valquiria en el nuevo El anillo del nibelungo en Covent Garden con Antonio Pappano, en la Metropolitan Opera con Donald Runnicles , y en la nueva producción de David McVicar en la Opera Nacional del Rhin.
Ha interpretado al personaje principal de Parsifal en Roma, en la Accademia Nazionale di Santa Cecilia con Daniel Gatti, La canción de la tierra de Mahler en Glasgow con Donald Runnicles, la Octava Sinfonía de Mahler en Montreal, con Kent Nagano, The Bells de Rajmáninov y La Valquiria con Edo de Waart y la Filarmónica de Hong Kong.
Debutó en el Festival de Bayreuth en 2010, sustituyendo a Jonas Kaufmann en una de las funciones de Lohengrin, dirigido por Andris Nelsons. Al año siguiente se ocupó del papel de Parsifal en la ópera homónima, dirigido por Daniele Gatti.

## Discografía
- Wagner Scenes and Arias
- Otello (LSO Live)
- Die Zauberflöte
- Le roi Arthus
- Der Sturm de Frank Martin
- Kiri Te Kanawa